# المشعبد (فلم)
المشعبد هو فيلم كوميدي تم إنتاجه في فرنسا والمملكة المتحدة وصدر في سنة 2010.

## الميزانية والإيرادات
بلغت تكلفة إنتاج الفيلم حوالي 17 مليون دولار بينما حقق أرباحا تقدر بـ 5602431 دولار.

## وصلات خارجية
- مقالات تستعمل روابط فنية بلا صلة مع ويكي بيانات